# Esteve Uroš III de Dečani
Esteve Uroš III de Dečani (c. 1285- 1331) va accedir al tron de Sèrbia el 1322, després d'un exili manat pel seu pare i una guerra amb el seu germà. Ja des del poder va assassinar diversos membres de la seva família per poder mantenir-s'hi (de fet va morir també de forma violenta per intrigues del seu clan). Li va succeir el seu fill Esteve Dušan.
El creixent poder del Regne de Sèrbia des de finals del segle xiii va preocupar Bulgària i l'Imperi Romà d'Orient, que es van aliar contra Sèrbia el 1327. El 1330 Esteve Uroš III de Dečani derrotà els búlgars a la batalla de Velbazhd, en la que l'emperador búlgar Miquel Xixman va morir, i els búlgars van ser incapaços d'aturar l'avenç serbi cap a Macedònia. El seu regnat destaca per l'expansió sobre Bulgària i la construcció del monestir de Decanski que li dona el títol (un dels motius pel qual va ser reconegut com a sant per l'església ortodoxa.